# Clayton Lewis
Clayton Lewis (Wellington, 12 februari 1997) is een Nieuw-Zeelands voetballer die als middenvelder voor Scunthorpe United FC speelt.

## Clubcarrière
Clayton Lewis startte zijn carrière bij Team Wellington. Hier kwam hij niet aan spelen toe. Hij speelde hierna eventjes voor het nu opgeheven Wanderers SC, waarna hij tekende Auckland City FC. In 2017 tekende hij bij het Engelse Scunthorpe United FC.

### Carrièrestatistieken
| Seizoen                      | Club                 | Competitie                        | Totaal | Totaal |
| Seizoen                      | Club                 | Competitie                        | Wed.   | Dlp.   |
| ---------------------------- | -------------------- | --------------------------------- | ------ | ------ |
| 2013/14                      | Team Wellington      | New Zealand Football Championship | 0      | 0      |
| 2014/15                      | Wanderers SC         | New Zealand Football Championship | 11     | 2      |
| 2015-2017                    | Auckland City FC     | New Zealand Football Championship | 29     | 9      |
| 2017                         | Scunthorpe United FC | Football League One               | 18     | 0      |
| Carrière totaal              | Carrière totaal      |                                   | 58     | 11     |
| Bijgewerkt tot 28 april 2019 |                      |                                   |        |        |

## Interlandcarrière
Op 31 maart 2015 maakte Clayton Lewis zijn debuut voor Nieuw-Zeeland tegen Zuid-Korea.